# Nazipropaganda

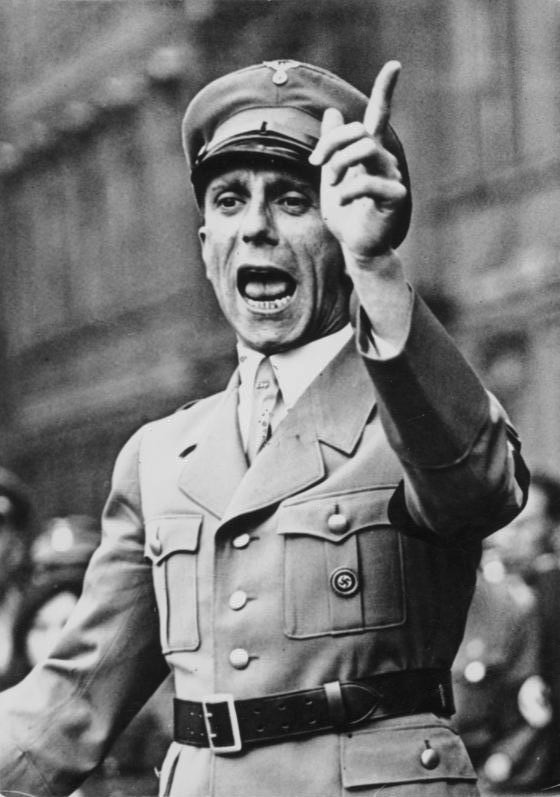
Joseph Goebbels was de propagandaminister.

De nationaalsocialisten maakten tijdens hun heerschappij veel gebruik van propaganda. Onder de leiding van de energieke minister van Volksvoorlichting Joseph Goebbels werd in kranten, tijdschriften en ook met de modernste middelen zoals film en radio geprobeerd om het Duitse volk en later ook de Europeanen wier landen bezet waren te overtuigen van de nazi-ideologie. Met deze propaganda werden de geesten rijp gemaakt voor de oorlog en voor het naar concentratiekampen sturen en uitroeien van Joden en andere 'Untermenschen', zoals Slavische volkeren, Romani, homoseksuelen en (geestelijk) gehandicapten.

## Nederland
Het boek Moeder, vertel eens wat van Adolf Hitler! is propaganda voor Adolf Hitler en de nazi-ideologie, gericht op kinderen. Het in 1939 in het Duits uitgekomen boek is geschreven door Johanna Haarer, en de in 1942 uitgekomen Nederlandse vertaling is van Steven Barends.